# Cortazar
Cortazar är en ort i Mexiko.   Den ligger i kommunen Cortazar och delstaten Guanajuato, i den centrala delen av landet, 220 km nordväst om huvudstaden Mexico City. Cortazar ligger 1 738 meter över havet och antalet invånare är 56 360.
Terrängen runt Cortazar är platt åt nordväst, men åt sydost är den kuperad. Runt Cortazar är det ganska tätbefolkat, med 222 invånare per kvadratkilometer. Närmaste större samhälle är Celaya, 15,8 km öster om Cortazar. Trakten runt Cortazar består till största delen av jordbruksmark.